# Шитюк, Николай Николаевич
Николай Николаевич Шитюк (30 ноября 1953, Лысая Гора, Николаевская область — 1 сентября 2018, Николаев) — академик Украинской академии исторических наук, доктор исторических наук, профессор, заслуженный деятель науки и техники Украины.

## Биография
Родился 30 ноября 1953 года в селе Лысая Гора Первомайского района Николаевской области. В 1972 окончил Новобугское педагогическое училище. В 1981 году исторический факультет Киевского национального университета имени Т.  Г.  Шевченко. В 1991 защитил кандидатскую диссертацию по актуальным проблемам истории Украины периода Великой Отечественной войны. Кандидат исторических наук (1991). Доктор исторических наук (2001).
С 1972 по 1973 работал учителем истории и географии Водяно-Лориновской восьмилетней школы Еланецкого района. В 1973—1975 гг. проходил срочную службу в армии. С 1975 по 1977 преподавал в Ясногородской восьмилетней школе Еланецкого района. С 1977 по 1979 учитель истории и обществоведения Софиевской средней школы Новобугского района Николаевской области.
С 1979 по 1984 и 1986 по 1993 на партийной и исполнительной работе в городах Новый Буг и Первомайск.
С 1993 работал в городе Николаеве на должностях доцента, заведующего кафедрой, профессора и декана факультета.
В феврале 2004 года стал директором Николаевского учебно-научного института Одесского национального университета им. И.  И.  Мечникова, одновременно заведующий кафедрой политологии.
Постоянный участник международных, всеукраинских, региональных научных и научно-практических конференций.
В 2008—2018 годах возглавлял Учебно-научный институт истории и права Николаевского национального университета имени В. А. Сухомлинского.
1 сентября 2018 года убит в городе Николаеве.

## Автор
- более 200 научных трудов, которые вышли в свет в 12 странах мира, в том числе в США, Германии, Польши, Беларуси, России.
- Шитюк Н. Лысая Гора. Историко-краеведческий очерк. — Николаев, 2006. — 186с. ISBN 996-337-025-3
- Шитюк М. М., Горбуров Є. Г., Горбуров К. Є. Слава і гордість Миколаївщини. 75-річчю утворення Миколаївської області присвячується. — Николаев: П. М. Шамрай, 2012. — 276 с. ISBN 978-966-8442-94-0
- Национальная книга памяти жертв Голодомора 1932—1933 годов в Украине. Николаевская область.

## Награды и почетные звания
- Орден «За заслуги» 3-й степени
- Заслуженный деятель науки и техники Украины (19.09.2002)[4]
- Лауреат премии имени Николая Аркаса (2002)[5].
- Орден святого равноапостольного князя Владимира Великого 3-й степени.
- Нагрудный знак «Отличник образования Украины».